# Yu Yu Hakusho (TV-serie)
Yu Yu Hakusho är en japansk äventyrs- och komediserie som hade premiär på strömningstjänsten Netflix den 14 december 2023. Första säsongen består av tre avsnitt. Serien är baserad på den japanska mangaserien med samma namn.

## Handling
Serien kretsar kring en bångstyrig tonåring, Yusuke Urameshi, som när han dör i trafikolycka återföds med superkrafter som han använder för att skydda sina vänner.

## Rollista (i urval)
- Takumi Kitamura – Yusuke Urameshi
- Shuhei Uesugi – Kazuma Kuwabara
- Jun Shison – Kurama
- Kanata Hongō – Hiei